# Melodien-Quadrille
Melodien-Quadrille, op. 112, är en kadrilj av Johann Strauss den yngre. Den spelades första gången den 16 juli 1852 i Wien.

## Bakgrund
Den italienske operakompositören Giuseppe Verdi föddes som österrikisk medborgare: regent i Parma under hans ungdom var ärkehertiginnan Marie Louise av Österrike, dotter till kejsaren Frans I. Hon var gift med kejsare Napoleon I tills han död 1821. Verdi befann sig i Wien 1843 för att bevista premiären på sin opera Nabucco men ingen lade märke till hans närvaro och tidningarna skrev inget om föreställningen. Först efter premiären av Rigoletto den 12 maj 1852 på Kärntnertortheater fick Verdi åtminstone två beundrare. Den ena var kejsaren Frans Josef och den andre var Johann Strauss den yngre, om vilken Verdi senare sade: "Jag betraktar honom som en av mina mest begåvade kollegor".

## Historia
Strauss skrev kadriljen över teman dels från Rigoletto, dels från operan Macbeth, vilken hade haft svårt att slå igenom både vid premiären 1847 i Florens och i Wien. Kadriljen spelades första gången den 16 juli 1852 i Volksgarten, då med titeln Hesperides-Quadrille. I september publicerades kadriljen med den ändrade titeln Melodien-Quadrille. Nio år senare skulle Strauss skriva en uppföljare: Neue Melodien-Quadrille (op. 254).

## Om kadriljen
Speltiden är ca 5 minuter och 1 sekund plus minus några sekunder beroende på dirigentens musikaliska tolkning.

## Weblänkar
- Dynastin Strauss 1852 med kommentarer om Melodien-Quadrille.
- Melodien-Quadrille i Naxos-utgåvan.